# 眠れぬ想い
「眠れぬ想い」（ねむれぬおもい）は、中西圭三の9枚目のシングル。

## タイアップ
「眠れぬ想い」は関西テレビ・フジテレビ系列「サスペンス･魔」エンディングテーマ。
カップリング曲「Precious Love」はHONDA「トゥデイ・アソシエ」CMソング。
このシングルから表題曲のオリジナル・カラオケが収録される。

## 収録曲
全曲　作曲：中西圭三　編曲：小西貴雄
1. 眠れぬ想い
  - 作詞：朝水彼方／コーラスアレンジ：村松邦男／ストリングスアレンジ：萩田光雄
2. Precious Love
  - 作詞：売野雅勇／コーラスアレンジ：中西圭三
  - スペシャルゲスト（ギター）：野呂一生（カシオペア）
3. 眠れぬ想い（オリジナル・カラオケ）